# Run Rabbit Run
Не путать с книгой Джона Апдайка Кролик, беги и одноимённым фильмом
Run Rabbit Run (с англ. — «Беги, кролик, беги») — песня, написанная в 1939 году Ноэлом Гайем (музыка) и Ральфом Батлером (текст).
Наиболее известное исполнение — британскими музыкальными комиками — Флэнеганом (1896—1968) и Алленом (1893—1982).
Песня была написана для шоу Ноэля — «Смех маленькой собаки» (The Little Dog Laughed), премьера которого состоялась 11 октября 1939 года — в то время многие театры Лондона были закрыты.
Песня была популярной во время Второй мировой войны, особенно после того, как Флэнеган и Аллен спели пародию «Беги Адольф, беги Адольф, беги, беги, беги……»
Ближайшая аналогия в русском языке — считалочка «Раз, два, три, четыре, пять — вышел зайчик погулять…»

## Оригинальный текст
On the farm, every Friday

On the farm, it’s rabbit pie day.

So, every Friday that ever comes along,

I get up early and sing this little song

Run rabbit — run rabbit — Run! Run! Run!

Run rabbit — run rabbit — Run! Run! Run!

Bang! Bang! Bang! Bang!

Goes the farmer’s gun.

Run, rabbit, run, rabbit, run.

Run rabbit — run rabbit — Run! Run! Run!

Don’t give the farmer his fun! Fun! Fun!

He’ll get by

Without his rabbit pie

So run rabbit — run rabbit — Run! Run! Run!

## Перевод
На ферме каждую пятницу

На ферме кроличий пирог

И так каждую пятницу

Я встаю пораньше и пою эту песенку

Беги, кролик — беги, кролик — беги, беги, беги!

Беги, кролик — беги, кролик — беги, беги, беги!

«Бах! Бах! Бах! Бах!»

Стреляет фермер из ружья

Беги, кролик — беги, кролик — беги.

Беги, кролик — беги, кролик — беги, беги, беги!

Не доставь фермеру радости, радости, радости!

Он останется тогда

Без своего пирога

И поэтому беги, кролик — беги, кролик — беги, беги, беги!

## Влияние на культуру
- Песня повлияла на текст второй песни альбома The Dark Side of the Moon группы Pink Floyd под названием «Breathe» — одна из строчек в ней была «Run, rabbit run».
- Та же строчка появилась и в песне Bankrobber группы The Clash.
- Та же строчка появилась и в песне «Какофония Большого Города» группы «Белая Гвардия».
- Та же строчка была взята Rob Zombie как название одноимённого хита.
- Та же строчка была взята Вис Виталис как название одной из песен.
- Та же строчка была взята в качестве названия песни и части припева российским музыкантом Романом Литвиновым, известным под псевдонимом Mujuice.
- У группы Zero People есть песня с названием «Беги, кролик, беги».
- В фильме «Дом странных детей мисс Перегрин» песня звучит в момент перезапуска временной петли.
- В комиксе «НАС3» фразу «Кроль, беги, кроль!» кричат лесным кроликам военные звери-киборги, когда скрываются от обстрела вертолетов во время побега с базы ВВС США.
- В фильме «Прочь» (Get Out) песня звучит в начальной сцене.
- В фильме «Голгофа» (Calvary, 2014) песня звучит в момент разговора отца Джеймса с инспектором Стентоном.